# Arnoliseus graciosa
Arnoliseus graciosa is een spinnensoort in de taxonomische indeling van de springspinnen (Salticidae).
Het dier behoort tot het geslacht Arnoliseus. De wetenschappelijke naam van de soort werd voor het eerst geldig gepubliceerd in 2002 door Braul & Lise.